# 龙尼·莱斯特
龙尼·莱斯特（英語：Ronnie Lester，1959年1月1日—），美国NBA联盟前职业篮球运动员。他在1980年的NBA选秀中第1轮第10顺位被波特兰开拓者选中。